# Deniz Sağdıç
Deniz Sağdıç (Mersin, Turquía, 1981) es una artista turca.

## Biografía
En 1999 comenzó su educación en arte en la Facultad de Bellas Artes de la Universidad de Mersin graduándose en 2003.Después de graduarse obtuvo una maestría en el Departamento de Artes Plásticas de la Universidad de Doğuş, abrió exposiciones individuales en Londres y Milán.Poco después se mudó a Estambul donde estableció su estudio. En Turquía, apareció con sus obras en la Conferencia de Textiles y Materias Primas celebrada en el Palacio de Çırağan.
Como artista comenzó desarrollando retratos con formas líquidas que se convirtió en su característica.Aunque el estilo denim, mezclilla que le ha proporcionado el éxito que tiene. Se hizo conocida con su proyecto Ready Remade con objetos vinculados al upcycling.Con su proyecto Denim Skin cuenta historias de igualdad y democracia que recicla prendas utilizadas. Ha presentado sus obras en muchos proyectos internacionales y nacionales.

## Obras
Su obra es básicamente textil y está enfocada a poner trozos en distintas posiciones para hacer collage y su creatividad con colores y formas. Los retratos de mezclilla son realistas. Sağdıç usó 12.860 botones, 35.589 esposas de plástico y 290 cajas de medicamentos en sus obras. Evaluó 200 pantalones defectuosos usando 10 técnicas diferentes. En total, hasta el momento ha utilizado 2 toneladas de material de desecho en sus obras. Mezcla ropa desechada básicamente de color azul y las va uniendo mezclando la más clara y deslavada para luces  y la más oscura para sombras. Ha cosido a personajes como James Dean o Michael Jackson. No solo corta y cose los pantalones de mezclilla y las chaquetas que usa en su trabajo, también usa el envejecimiento o el esmerilado para crear espacios de color y sombras.
En diciembre de 2016 Sağdıç fue una de las organizadoras de la reunión artística "Together-Birlikte", en Estambul,donde artistas turcos y sirios trabajaron en conjunto para borrar las huellas de la guerra en Siria. Otra de sus exhibiciones fue "ReadyReMade" con distintos objetos que han cumplido su propósito de uso, desde casetes de audio hasta monedas fuera de circulación, se transforman en obras que invitan a repensar ciertos conceptos. Algunos ejemplos de las obras del artista se exhibió en la 6ª Bienal de Çanakkale y utilizó pantalones vaqueros de desecho en una de sus obras en el marco del mismo proyecto, descubre así las posibilidades ilimitadas que ofrece el tejido vaquero.

### Exposiciones sola
- "Ready ReMade"  Çırağun Palacio - Estambul 2019[10]
- “Denim ReMade” Denim Premiere Visión Milano - Milán 2019
- “Denim ReMade” Hong Kong Denim Festival (enlace roto disponible en Internet Archive; véase el historial, la primera versión y la última). - Hong Kong 2019
- “Fabric ReMade” Premiere Nueva York de Visión - Nueva York 2019
- “Denim ReMade” Premiere Londres de visión - Londres 2018

### Bienales
- 2015 Çanakkale Bienal
- 2018 6.ª Salónica Salónica Bienal
- 2017 Kyoto Arte Quake 2015 Kyoto

### Talleres
- “Denim ReMade” Denim Premiere Visión Milano - Milán 2019
- “ Fabric ReMade” Premiere París de Visión - París 2019
- “ Denim ReMade” Denim-Amsterdam de días - Ámsterdam 2018

### Exposiciones de grupo
- “ ArtWeek Akaretler” Merkur Galería, Akaretler -Estambul 2019
- “ Artista a Artista” Büyükdere 35 Galería - Estambul 2019
- “ Dualite” DDesign Galería - Estambul 2018
- “ X” Exposición de Grupo, Arte Inacabable Taksim -Estambul 2018
- “ Identidad: El Sitio Anidado” Arte Inacabable Taksim -Estambul 2017
- " YTS Arte, Lütfi Kırdar Cong. Centro - Estambul 2017
- “ Mujeres en la Esquina” Kare Galería de Arte- Estambul 2017
- “ YaşUn(t)mak Unşktır” Histórico Ortaköy Orfanato- Estambul 2017
- "Junto" Turkmall Galería– Estambul 2017
- "Amantes" Uniq Galería– Estambul 2016
- "El día Sueña" Summart Galería– Estambul 2016
- "Debajo 40 Edad, 40 Arteısts" Adnan Saygun Centro de Cultura- Izmir 2015
- "Moonlight I" NK Galería – Washington 2015
- "Estados De Materiales III" Armaggan Galería - Estambul 2015
- "Wearable Arte" Summart Galería -Estambul 2015
- "Expo de Arte de la Nueva York 2015" Galería NK– Nueva York - 2015
- "Arte Para Diálogo de Sociedad Civil"  IAA Exposición de Taller- Estambul 2015
- "Kyoto Arte Quake Biennale 2015"  El Museo de Kyoto– Kyoto 2015
- "Pregunta 'un Randevu" La Ciudad Histórica Centro de Arte de Fábrica Gasista- İzmir 2015